# ピンキー&ブレイン
『ピンキー&ブレイン』（原題：Pinky and the Brain）は、ワーナー・ブラザース・アニメーションとアンブリン・エンターテインメントが制作したアメリカ合衆国のテレビアニメ。アメリカでは1995年9月9日から1998年11月14日までに全65話が放送された。

## 概要
元々『アニマニアックス』内で放送されていたアニメを単独番組として制作した言わば独立作品に当たるテレビアニメ。1995年から放送が始まり、アニマニアックスと同様に視聴者からの人気を経て1998年まで放送された。
最終シーズン放送と同年には続編として『Pinky, Elmyra & the Brain』がアメリカにて放送。こちらは作品舞台の変更や『タイニー・トゥーンズ』の登場キャラクターであるエルマイラ・ダフを新たに主役級に据えるなどの新規要素が加えられたが、翌年までに全13話の放送を以て打ち切りとなった。
2020年放送の『アニマニアックス（2020年版）』では再び内部エピソードでの新作放送が行われた。

### 日本での放送
日本では2000年7月からカートゥーン ネットワークにて初放送。シーズン1からシーズン3までの話数が放送され、以降もリピート放送が行われた。ただしシーズン3終盤・4の話数は日本国内での展開はされず未放送の状態となっている。
2008年以降は他局であるトゥーン・ディズニー→ディズニーXDでの放送も実施されている。

## ストーリー
アメリカの大都市のとある場所にアクメラボという施設があり、そこでは実験用に飼われた2匹の白いネズミである「ブレイン」と「ピンキー」が今日も行動を起こそうとしている様子。天才ネズミの「ブレイン」は世界征服の野望を掲げ、ブレインの相棒であるおバカネズミの「ピンキー」と共に様々な計画を実行へと移していく。

## キャラクター
ブレイン
声 - モーリス・ラマーシュ（原語版）、緒方賢一（日本語版）
本作の主人公。遺伝子操作により天才的頭脳を持ったネズミでいつも世界征服を企んでいる。性格は至って真面目で頑固で堅物で短気で詰めが甘く、あと一歩のところで失敗に終わり、回によっては成功しても何らかで終わってしまう。毎度ピンキーとくだらない漫才をしているが見捨てることなく、彼を大事に思っている。口癖は「ピンキー、お前も私と同じ考えか?」「明日の晩に備えて私は籠に戻って寝るよ」「夜が明けたら明日は今日だ。世界征服を目指すのだ」
ピンキー
声 - ロブ・ポールセン（原語版）、梅津秀行（日本語版）
本作のもう一人の主人公。遺伝子操作で人の言葉を話せる程度になったネズミでブレインのドジで天然な相棒。「ナーフ」や「ポイット」という独特な口癖を持つ。ブレインに比べ、世界征服に興味はない為、積極的ではないが親友想いでブレインの一番の理解者でもある。一度だけブレインに匹敵する天才になったことがある。ブレインの口癖に対して「同じだと思うよ」「明日?明日何かあったっけ?」と答えることが多い。原語版担当声優のロブは、アニマニアックスのヤッコ役も務めている。
スノーボール
声 - ロディ・マクドウォール（原語版）、楠見尚己（日本語版）
ブレインと同様に世界征服を企むハムスター。ブレインとは幼馴染の関係だったが、現在は宿敵同士の関係にある。
ラリー
声 - ビリー・ウェスト（原語版）、不明（日本語版）
『ピンキー&ブレイン…&ラリー』の回に登場。

## 主題歌
「ピンキー&ブレイン」
歌 - ロブ・ポールセン（原語版）、池田和良（日本語版）

## スタッフ
※各話EDより抜粋。
- 製作総指揮 - スティーヴン・スピルバーグ
- ストーリーエディター - ピーター・ヘイスティングス、トム・ルーガー、チャールズ・M・ハウエル4世、ゴードン・ブレザック
- 音楽 - リチャード・ストーン、スティーヴン・バーンスタイン、カール・ジョンソン、ジュリー・バーンスタイン、ゴードン・グッドウィン、ティム・ケリー
- 製作担当 - ジェーン・マッカーディ
- 各話制作協力 - ワン・フィルム・プロダクション、AKOM、ラフ・ドラフト
- 製作・アニメーション制作 - ワーナー・ブラザース・アニメーション、アンブリン・エンターテインメント

ピンキー&ブレインのクリスマス
- 演出 - 増田敏彦
- 作画監督 - 田中敦子
- 原画 - 道籏義宣、滝口禎一、野口寛明、末永宏一
- 制作担当 - 山路晴久
- 制作協力 - キョクイチ東京ムービー

### 日本語版スタッフ
- 翻訳 - 村治佳子、矢田恵子
- 演出 - 加藤敏
- 録音 - 田場公
- 制作担当 - 小野寺徹、高橋澄、丸田耕太郎
- 日本語版制作 - カートゥーン ネットワーク、東北新社

## 各話リスト
このリストは日本放送順、括弧内はアメリカ放送順。
| 話数         | サブタイトル                                                 | 原題 | 放送日         |
| ------------ | ------------------------------------------------------------ | --- | -------------- |
| 1（S1EP1）   | 名コンビ登場!                                                | Das Mouse | 2000年7月24日  |
| 2            | ネズミか人か?                                                | Of Mouse And Man |                |
| 3            | 東京危機一髪 天才ピンキー 脳みその歌                         | Tokyo Grows That Smarts Brainstem                                                                                            |                |
| 4            | 大統領候補ジョン・ブレイン ブレインの恋 スモーラライザー計画 | Meet John Brain （Animaniacs S1EP58A） The World Can Wait （Animaniacs S1EP44C） The Helpinki Formula （Animaniacs S1EP56B） |                |
| 5（6）       | 新国家ブレイネニア                                           | Brainania |                |
| 6            | 雪と氷の世界 タイムマシーン                                  | Where Rodents Dare （Animaniacs S1EP09B） When Mice Ruled The Earth （Animaniacs S1EP47B）                                   |                |
| 7（8）       | ブレイン皇帝                                                 | Napoleon Brainaparte |                |
| 8（10）      | 宿敵!スノーボール                                            | Snowball |                |
| 9（11）      | 79日間世界一周                                               | Around The World In 80 Narfs                                                                                                 |                |
| 10（12）     | 宇宙へ                                                       | Fly |                |
| 11（13）     | よみがえれリンカーン ラ・マンチャのネズミ                    | Ambulatory Abe Mouse Of La Mancha                                                                                            |                |
| 12（14）     | 第三のネズミ 訪問/再会                                       | The Third Mouse The Visit |                |
| 13（S2EP15） | 地球をつくれ!                                                | It's Only A Paper World |                |
| 14（16）     | ブレインカードを集めよう! ピンカソ                           | Collect 'Em All Pinkasso |                |
| 15（17）     | 脳ミソが食べたい!                                            | Plan Brain From Outer Space                                                                                                  |                |
| 16（22）     | ミイラ作戦 ロビン・ブレイン                                  | The Mummy Robin Brain |                |
| 17（18）     | ピンキー大統領                                               | The Pink Candidate |                |
| 18（19）     | ブレインのうた                                               | Brain's Song |                |
| 19（20）     | ジャングルへようこそ                                         | Welcome to the Jungle |                |
| 20（21）     | シークレットパワー 誇大妄想カウンセリング                    | A Little Off The Top Megalomaniacs Anonymous                                                                                 |                |
| 21（24）     | 永遠の世界征服                                               | Brain Of The Future |                |
| 22（25）     | 愛しのクローン                                               | Brinky |                |
| 23（23）     | スーパー・ベビー 迷路                                        | Two Mice And A Baby The Maze                                                                                                 |                |
| 24（S3EP27） | ダムで世界征服 喜劇王ブレイン                                | Leave It To Beavers Cinebrania                                                                                               |                |
| 25（26）     | 迷プレーヤー・ブレイン                                       | Hoop Schemes |                |
| 26（33）     | 夢を救え!                                                    | This Old Mouse |                |
| 27（28）     | ピンキー＆ブレイン・・・＆ラリー 復活!?ネズミジカ            | Pinky & The Brain And... Larry Where The Deer And The Mousealopes Play                                                       | 2003年1月6日   |
| 28（31）     | 隣のフェルドマン                                             | My Feldmans, My Friends | 2003年1月7日   |
| 29（29）     | 恋におぼれて                                                 | Brain Noir | 2003年1月8日   |
| 30（35）     | 歴史に学べ! ハクションパウダー計画                           | A Meticulous Analysis Of History Funny, You Don't Look Rhennish                                                              | 2003年1月9日   |
| 31（37）     | タップダンスで世界征服 求ム!世界征服作戦                     | Mice Don't Dance Brain Drained                                                                                               | 2003年1月10日  |
| 32（30）     | パターを奪え! 地球VS.ブレイン                                | Brain's Bogie Say What, Earth?                                                                                               | 2003年1月13日  |
| 33（32）     | ナーフこそはすべて ピンキーの裏切り!?                        | All You Need Is Narf Pinky's Plan                                                                                            | 2003年1月14日  |
| 34（38）     | ブレイン農場                                                 | Brain Acres | 2003年1月15日  |
| 35（36）     | 暴かれた陰謀                                                 | The Pinky Protocol | 2003年1月16日  |
| 36（34）     | 竜巻を追え!                                                  | Brain Storm | 2003年1月17日  |
| 37（41）     | ザ・リアル・ライフ                                           | The Real Life | 2003年1月20日  |
| 38（39）     | クローン舞踏団 カルバン・ブレイン                            | Pinky And The Brainmaker Calvin Brain                                                                                        | 2003年1月21日  |
| 39（40）     | ピンキーの大変身 秘密結社T.H.E.Y                             | Pinky Suavo T.H.E.Y | 2003年1月22日  |
| 40（42）     | ラスベガスの夜                                               | Brain's Way | 2003年1月23日  |
| 41（44）     | ブレイニー・ジャックの伝説                                   | Brainy Jack | 2003年1月24日  |
| 42（43）     | ピンキー＆ブレインのハロウィンナイト                         | A Pinky And The Brain Halloween                                                                                              | 2003年1月27日  |
| 43（50）     | 目指せ!ミュージカルスター                                    | Broadway Malady | 2003年1月28日  |
| 44（46）     | ブレインの通信販売計画                                       | But That's Not All, Folks!                                                                                                   | 2003年1月29日  |
| 45（45）     | ブレインのトラウマ はっけよい!世界征服                       | Leggo My Ego Big In Japan | 2003年1月30日  |
| 46（48）     | 仕立て屋と２匹のねずみ ああ夏休み                            | The Tailor and The Mice Bah, Wilderness                                                                                      | 2003年1月31日  |
| 47（47）     | アシカ語で話そう キッキー・サック大作戦                      | Operation: Sea Lion You Said a Mouseful                                                                                      | 2003年2月3日   |
| 48（56）     | 大物芸能人ピンキー＆ブレイン                                 | You'll Never Eat Food Pellets in This Town Again!                                                                            | 2003年2月4日   |
| 49（51）     | くまのブーさん デンマーク征服作戦                            | Brainie The Poo Melancholy Brain                                                                                             | 2003年2月5日   |
| 50（53）     | ブレインの休暇 ビーチボーイブレイン                          | Brain's Night Off Beach Blanket Brain                                                                                        | 2003年2月6日   |
| 51（49）     | ピンキーのホームラン スピルボーグ2000                        | Pinky At The Bat Schpiel-Borg 2000                                                                                           | 2003年3月10日  |
| SP（S1EP9）  | ピンキー&ブレインのクリスマス                                | A Pinky And The Brain Christmas                                                                                              | 2000年12月23日 |